# Olga Benário Prestes
Olga Guttman Benário Prestes (em hebraico: אולגה גוטמן בנאריו פרסטס; nascida em Munique, Reino da Baviera, Império Alemão, em 12 de fevereiro de 1908 — falecida em Bernburg, Saxônia-Anhalt, Alemanha Nazista, em 23 de abril de 1942) foi uma militante comunista alemã de origem judaica naturalizada brasileira, deportada em 1936 por Getúlio Vargas, presa grávida pela Gestapo e executada pelo regime nazista em um campo de extermínio em Benburg, em fevereiro de 1942, pouco antes de completar 34 anos. 
Filha de Eugénie Gutmann Benário e Leo Benário, advogado e membro ativo do Partido Social-Democrata Alemão. Com apenas quinze anos, em 1923, juntou-se à organização juvenil do Partido Comunista Alemão (KPD). Pouco tempo depois, mudou-se para Berlim com seu então namorado Otto Braun, devido a conflitos ideológicos com o pai.
Olga ascendeu dentro do movimento comunista alemão após conflitos de rua contra milícias de extrema-direita no bairro de Kreuzberg, próximo a Neukölln. Foi presa e acusada de alta traição à pátria, assim como seu companheiro Braun, porém foi solta pouco tempo depois, enquanto Braun não. Junto de seus companheiros de militância, planejou um assalto à prisão de Moabit para libertar Braun. Fugiram para a União Soviética, onde Olga recebeu treinamento político-militar. Separou-se de Braun em 1931.
Olga foi enviada ao Brasil em 1934, por determinação da Internacional Comunista, para apoiar o Partido Comunista Brasileiro, junto de Luís Carlos Prestes — que logo se tornou seu cônjuge —, com o objetivo de liderar uma revolução armada com o apoio de Moscou. Em novembro de 1935, enquanto os preparativos insurrecionais eram planejados, um levante armado estourou na cidade de Natal, o que fez com que Prestes ordenasse que a insurreição fosse estendida ao resto do país. Porém, somente algumas unidades militares de Recife e do Rio de Janeiro sublevaram-se. A insurreição foi fortemente reprimida pelo governo Vargas e muitos líderes comunistas foram presos. O episódio ficou conhecido como Intentona Comunista.
Após a Intentona, Olga e Prestes conseguiram viver na clandestinidade por mais alguns meses, mas acabaram presos em 1936. Na prisão, descobriu que estava grávida de Prestes. No mesmo ano foi deportada para a Alemanha, onde foi presa pela Gestapo em 18 de outubro de 1936 e então levada para a Barnimstrasse, prisão de mulheres da Gestapo, onde teve sua filha, Anita Leocádia Prestes, que ficaria em seu poder até o fim do período de amamentação e depois, entregue à avó D. Leocádia. Olga é executada em 23 de abril de 1942, com 34 anos de idade, na câmara de gás com mais 199 prisioneiras, no campo de extermínio de Bernburg.

## Biografia

### Militância na Alemanha

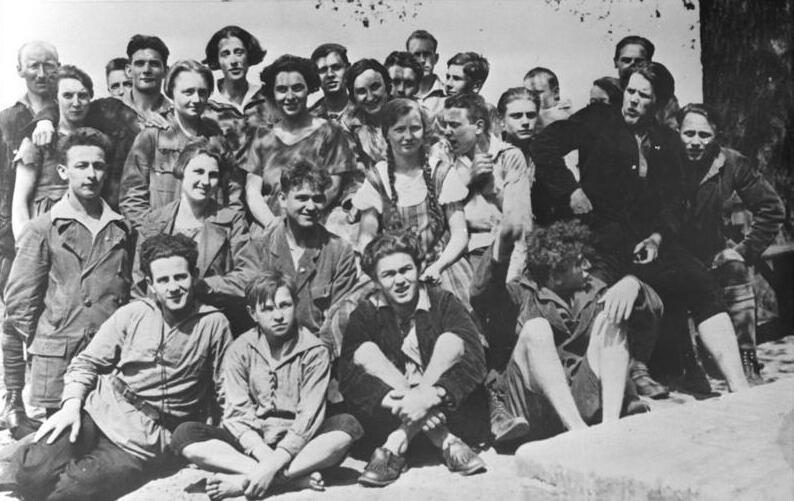
Olga (última fileira) com a Liga Juvenil, minutos antes de invadir a prisão de Moabit.

Nascida em Munique, Olga Gutmann Benário era filha do advogado Leo Benário e da socialite Eugénie Gutmann Benário, de uma família judia alemã de classe média. A família possuía um edifício de apartamentos no bairro boêmio de Schwabing. Olga estudou no colégio Luisengymnasium. A estudante logo abandonou a formação em comércio de livros junto com o editor e amigo da família Georg Müller. Ingressou ainda jovem no movimento comunista, em 1923, com apenas quinze anos, juntando-se à organização juvenil do Partido Comunista Alemão (KPD) e à Liga Juvenil Comunista da Alemanha (KJVD). Pouco depois, mudou-se para Berlim com o então namorado Otto Braun, militante comunista, devido a conflitos ideológicos com seu pai, que era membro ativo do Partido Social-Democrata Alemão.
Após a queda da monarquia, instaurou-se um regime formalmente republicano na Alemanha, a chamada República de Weimar. O regime, no entanto, jamais foi aceito pela direita, que o considerava um produto da "traição" do Tratado de Versalhes, nem pela extrema-esquerda comunista, que, esmagada politicamente na repressão ao Levante Espartaquista de 1919, quando foi assassinada Rosa Luxemburgo, desejava instaurar o comunismo na Alemanha e formar uma aliança política com a União Soviética. O conflito entre a direita e esquerda marcou esse período turbulento da história da Alemanha, com lutas armadas entre as milícias paramilitares e diversos homicídios políticos.
Neste clima político, em Berlim, Olga ascendeu dentro do movimento comunista depois dos conflitos de rua contra milícias de direita no bairro de Kreuzberg, próximo a Neukölln. Ela foi presa no mesmo dia que Braun, sendo ambos acusados de alta traição à pátria. Ela logo foi solta, mas Braun, não. Junto com seus colegas de militância, planejou então o assalto à prisão de Moabit que libertaria Braun. Logo depois, ambos fugiram para a União Soviética, onde Olga, já como quadro valioso, recebeu treinamento político-militar na Escola Internacional Lenin, trabalhando como instrutora da Seção Juvenil da Internacional Comunista. Durante sua estada na União Soviética, adotou o codinome "Olga Sinek". Separou-se de Braun em 1931.
A Internacional Comunista, desde o fim dos anos 1920, havia seguido na Alemanha uma política de extrema-esquerdista, fundada na recusa a coligar-se com os sociais-democratas numa frente única contra o nazismo, o que havia contribuído para a chegada de Adolf Hitler ao poder, e a presença de militantes comunistas alemães como Olga no território da União Soviética constituía um embaraço para Josef Stalin, que começou a pensar em engajá-los em alguma espécie de empreendimento que pudesse de alguma forma compensar o fracasso da política stalinista na Alemanha.

### Intentona Comunista e Prestes

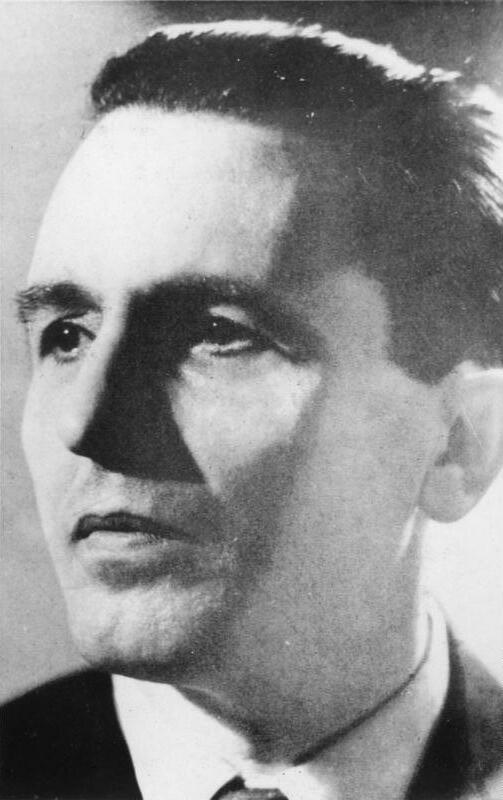
Luís Carlos Prestes em 1930.

Luís Carlos Prestes, que desde 1931 estava residindo na União Soviética, em 1934 foi finalmente aceito nos quadros do Partido Comunista Brasileiro (PCB), por pressão do Partido Comunista da União Soviética. Sendo eleito membro da comissão executiva da Internacional Comunista (IC), voltou ao Brasil, via Nova Iorque, como clandestino, em dezembro do mesmo ano, acompanhado de Olga Benário, também membro da IC, passando-se por marido e mulher. Seu objetivo era liderar uma revolução armada, com o apoio de Moscou. Prestes seria acompanhado por um pequeno grupo de quadros, encarregados de auxiliá-lo na preparação da insurreição. Eram eles Inês Tulchniska, Abraham Gurasky, o alemão Arthur Ernest Ewert (que seria mais conhecido no Brasil pelo seu codinome de Harry Berger), sua esposa alemã de origem polonesa Elise Saborovsky, o alemão Leon Jan Jolles Vallée, Boris Kraevsky, o argentino Rodolfo José Ghioldi, Carmen de Alfaya, a própria Olga Benário, Johann de Graaf, Helena Kruger, Pavel Vladimirovich Stuchevski, Sofia Semionova Stuchskaia, Amleto Locatelli, Mendel Mirochevski, Steban Peano, Maria Banejas, o norte-americano Victor Allen Baron e Marcos Youbman. Pavel Vladimirovich Stuchevski, que chefiava o aparelho do Comintern no Rio de Janeiro, coordenava as atividades de sete outros brasileiros de menor projeção dentro da Organização.
A política comunista da época — decidida no VI Congresso da Internacional Comunista — favorecia movimentos do tipo Frente de Esquerda em países do Terceiro Mundo, tendo por objetivo a realização de um programa de democratização política interna e de defesa da independência nacional contra o imperialismo, e Prestes parecia aos comunistas a figura adequada para liderar esta espécie de movimento no Brasil. Antes de aprovar a insurreição, a Internacional Comunista estava cética do sucesso de uma revolução no Brasil, mas o Partido Comunista Brasileiro havia exagerado consideravelmente a extensão da sua influência e capacidade revolucionária e, assim, fornecido à Internacional Comunista a perspectiva de um levante comunista vitorioso que compensasse, de alguma forma, a recente derrota na Alemanha.
Na época, Moscou criara em Montevidéu, Uruguai, o Secretariado Latino-Americano, que operava clandestinamente e queria aproximar as organizações comunistas da América Latina de Moscou. Olga e Prestes eram apoiados financeira e logisticamente através desta organização. Após o fracasso da Intentona Comunista e a descoberta destas operações, o Uruguai rompeu relações com a União Soviética, no final de 1935.
Chegando ao Brasil, Prestes encontrou o movimento recém-constituído denominado Aliança Nacional Libertadora (ANL), frente política revolucionária de caráter antifascista e anti-imperialista que congregava tenentes, socialistas e comunistas descontentes com o governo de Vargas. O movimento contestava o integralismo de Plínio Salgado, que tinha orientação política próxima ao fascismo. Mesmo clandestino, Prestes foi aclamado presidente de honra da ANL em sua sessão inaugural no Rio de Janeiro. Prestes procurou então aliar o crescimento da ANL, que o prestigiou, com a retomada de antigos contatos no meio militar para criar as bases que julgava serem capazes de deflagrar a tomada do poder no Brasil. Em julho de 1935, divulgou um manifesto incendiário, apelando para os sentimentos nacionalistas das classes médias exigindo "todo o poder" à ANL e a derrubada do governo Vargas. Vargas, no entanto, apoiando-se numa política de defesa da ordem, imediatamente aproveitou a oportunidade e declarou a ANL ilegal, o que não impediu Prestes de continuar a organizar o que acabou por ficar conhecido como a Intentona Comunista.
Os preparativos insurrecionais caminhavam quando, em novembro daquele ano de 1935, um levante armado estourou na cidade de Natal, motivado principalmente por fatores locais. Prestes ordenou, então, que a insurreição fosse estendida ao resto do país, porém apenas algumas unidades militares de Recife e Rio de Janeiro sublevaram-se. O plano dos comunistas era tomar o poder de Vargas através de uma insurreição armada, e o governo não mediu esforços para suprimi-la. O governo brasileiro logo controlou a situação e desencadeou forte repressão sobre os setores oposicionistas. Muitos líderes comunistas foram presos, alguns deles amigos de Olga e Prestes, como o casal de alemães Artur e Elise Ewert, conhecida como Sabo. Ambos seriam brutalmente seviciados pela polícia brasileira, sob o comando de Filinto Müller, e Artur perderia definitivamente sua sanidade mental no processo.

### Prisão

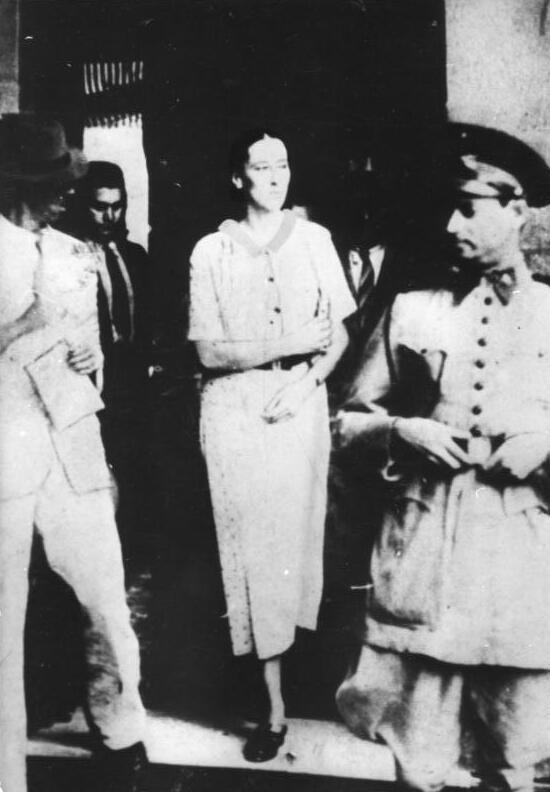
Olga Benário no momento da sua prisão no Brasil, em 1936.

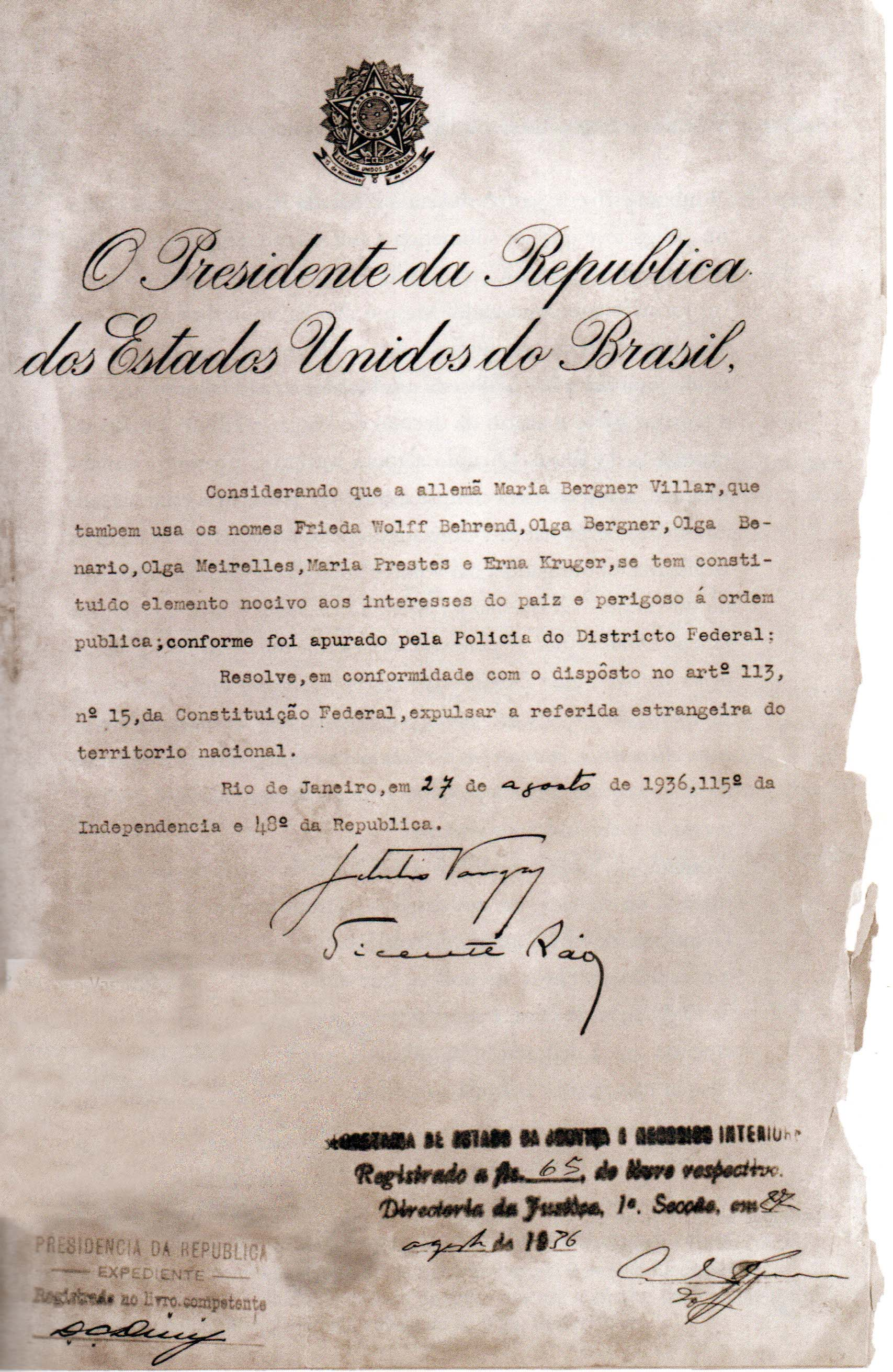
Decreto de expulsão de Olga do Brasil em 1936.

Durante alguns meses, Prestes e Olga conseguiram ainda viver na clandestinidade. No início de 1936, tentando encontrar responsáveis pelo fracasso do levante, Prestes mandou matar a moça de 16 anos Elza Fernandes, namorada do secretário-geral do PCB. Prestes suspeitava que ela fosse informante da polícia, o que mais tarde provou-se um engano. O jornalista William Waack alegou que Olga não se opôs à decisão.
Em 5 março de 1936, Olga e Prestes foram capturados pela polícia. Olga foi levada para a Casa de Detenção, posta numa cela junto com mais de dez mulheres, muitas delas conhecidas suas. Neste momento, descobriu estar esperando uma filha de Luís Carlos Prestes. Logo veio a ameaça de deportação para a Alemanha, sob o governo de Hitler, o que consistia em sérios riscos para ela, pelo fato de ser judia e comunista. Começou na Europa um grande movimento pela libertação de Olga e Prestes, encabeçado por D. Leocádia e Lígia Prestes, respectivamente a mãe e a irmã de Luís Carlos Prestes.
O julgamento de Olga foi feito segundo os termos formais da ordem constitucional definida pela constituição federal, atendendo a um pedido de extradição do governo nazista. Nos termos da constituição em vigor, o julgamento era legal. O advogado de defesa de Olga pediu um indulto (habeas corpus), argumentando que a extradição era ilegal, pois Olga estava grávida e sua extradição significaria colocar o filho de um brasileiro sob o poder de um governo estrangeiro. Havia também o aspecto humanitário da permanência dela no país: não obstante os campos de concentração nazistas, à época, não funcionarem como aparatos de extermínio, era de conhecimento público que eram centros de detenção extrajudicial onde os internos eram tratados com intensa crueldade.
Não obstante tudo isto, o Supremo Tribunal Federal aprovou o pedido de extradição. O ministro da Justiça, Vicente Rao, assinou com Getúlio o ato de expulsão. Olga foi deportada para a Alemanha, juntamente com a amiga Sabo. Getúlio Vargas decretou o estado de sítio após a Intentona como resposta à radicalização político-ideológica no Brasil tanto da direita quanto da esquerda, polarização que estava acontecendo também fora do país. Apesar de o contexto em parte justificar a decisão, em 1998 o então presidente do Supremo, Celso de Mello, declarou que a extradição fora um erro: "O STF cometeu erros, este foi um deles, porque permitiu a entrega de uma pessoa a um regime totalitário como o nazista, uma mulher que estava grávida".
Após a decisão, Olga foi transportada para a Alemanha de navio (o cargueiro alemão La Coruña), apesar dos protestos do próprio capitão pela violação do Direito Marítimo internacional - afinal, Olga já estava grávida de sete meses. No porto de Southampton, os serviços de informação ingleses evitaram que comunistas fizessem o resgate de Olga. Quando o navio aportou em 18 de outubro de 1936 na Alemanha, oficiais da Gestapo já esperavam por ela, para levá-la presa. Não havia nenhuma acusação contra ela, pois o caso do assalto à prisão de Moabit já prescrevera. No entanto, a legislação nazista autorizava a detenção extrajudicial por tempo indefinido ("custódia protetora") e Olga foi levada para Barnimstrasse, prisão de mulheres da Gestapo, onde teve a filha, que denominou de Anita Leocádia, futura historiadora, professora-adjunta da Universidade Federal do Rio de Janeiro (UFRJ). Anita ficou em poder da mãe até ao fim do período de amamentação e, depois, foi entregue à avó, D. Leocádia, em consequência das pressões da campanha internacional dirigida por Lígia Prestes e pela própria D. Leocádia, que morreria no exílio no México.

### Morte

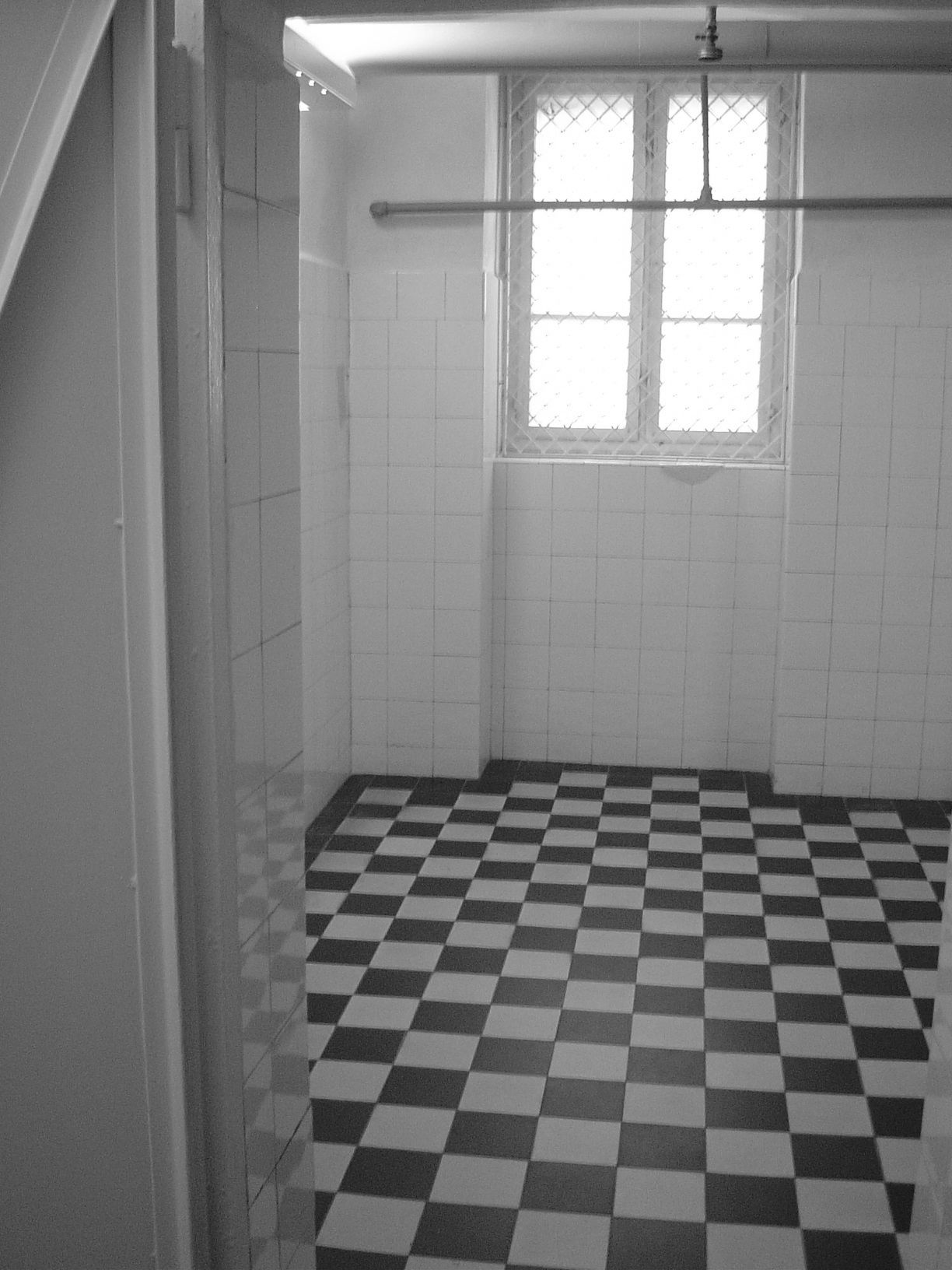
A Câmara de gás em que Olga foi executada em Bernburg.

Olga foi transferida para o campo de concentração de Lichtenburg nos primeiros dias de março de 1938, e em 1939 seria transferida para o campo de concentração feminino de Ravensbrück. Aqui, as prisioneiras viviam sob escravidão e eram sujeitas a experiências pelo médico Karl Gebhardt (ver: experimentos médicos nazistas). Relatos de sobreviventes contam que, durante o seu tempo em Ravensbrück, Olga organizou atividades de solidariedade e resistência, com aulas de ginástica e história. Sua resistência na prisão e nos campos de concentração chegou a ser assunto de documentação interna da Gestapo, que assinalava sua falta de colaboração em interrogatórios, que lhe valeram castigos físicos, confinamento em solitária ou privação de comida, além da restrição na comunicação com parentes e amigos fora da prisão.
Com a Segunda Guerra Mundial e sem mais possibilidades de recursos à opinião pública, Olga seria um alvo óbvio para as políticas de extermínio nazistas: na Páscoa de 1942, com 34 anos de idade e quase quatro anos depois de transferida para Lichtenburg, Olga foi enviada para o campo de extermínio de Bernburg, onde foi executada na câmara de gás em 23 de abril de 1942 com mais 199 prisioneiras, dentre elas suas amigas Sarah Fidermann, Hannah Karpow, Tilde Klose, Irena Langer e Rosa Menzer. A notícia de sua morte foi feita através de um bilhete escondido na barra da saia de uma das presas.
Sua família só soube de sua morte em julho de 1945, após o fim da guerra. Em 2015, na Rússia, arquivos da Gestapo, referentes às atividades do órgão de segurança nazista confiscados pelos russos em 1945, foram tornados públicos pelos Fundação Max Weber e o Instituto Histórico Alemão em Moscou. A mais extensa documentação sobre uma única pessoa é a referente a Olga Benário – o “Processo Benário”, composto por oito dossiês num total de mais de 2 000 folhas – considerada pela Gestapo como inimiga de Estado da Alemanha Nazista. Estes documentos mostram que a importância dada a Olga pela direção do III Reich era tal, a ponto do Reichsführer-SS Heinrich Himmler, o segundo homem na hierarquia nazista, ter recebido um extenso relatório confidencial sobre ela, classificando-a como “uma comunista perigosa e obstinada” e que “durante o interrogatório realizado não relatou nada sobre sua atividade comunista; a continuidade de sua permanência na prisão é, por isso, necessária no interesse da segurança do Estado”. Estes documentos também revelam cartas trocadas na prisão entre Olga, Luis Carlos Prestes e seus familiares, a última delas de abril de 1941, para tentar se manter informada sobre sua filha Anita, algo até desconhecido.

## Legado

Retrato sob a guarda do Arquivo Nacional (Brasil).

Após a Segunda Guerra Mundial, Olga seria apresentada e cultuada na Alemanha Oriental como exemplo da mãe vítima do nazismo, tal como a espiã do grupo da resistência alemã Rote Kapelle ("Orquestra vermelha") Hilde Coppi e a ativista comunista Liselotte Hermannn, ambas também executadas pelo nazismo. Sua efígie consta de moedas e selos, além de ter dado nome a 91 escolas, creches, ruas e praças em cidades que pertenciam à antiga República Democrática Alemã.
Em 1984, foi feita uma exposição sobre sua vida na Galerie Olga Benário, em Berlim, na Richardstrasse 104, com edição de um catálogo que leva seu nome. Em 2008, em comemoração dos 100 anos de Olga e dos 24 anos da galeria, Anita Prestes, filha de Olga e Luís Carlos, inaugurou um memorial que homenageia as vítimas do holocausto, no último endereço de sua mãe em Berlim.
Em 2017, sua filha, Anita Prestes, selecionou mais de 130 fotografias para exposição permanente no memorial erguido em Porto Alegre em homenagem a seu pai, o Memorial Luiz Carlos Prestes, obra de Oscar Niemeyer. Dentre as fotografias, algumas de Olga Benário, na época de sua prisão no Brasil. Em 2018, Anita Prestes doou a pintura de Olga por Cândido Portinari ao Museu Nacional de Belas Artes, no Rio de Janeiro.

### Na cultura popular
A primeira biografia de Olga Benário foi escrita por Ruth Werner e publicada na Alemanha Oriental em 1961 pela Verlag Neues Leben, com reedição em 1984. Sua tradução para o português, feita pelo jornalista brasileiro Reinaldo Mestrinel, foi publicada pouco depois. Fernando Morais publicou uma nova biografia sobre ela em 1985, intitulada Olga e lançada pela Editora Ômega, com relançamento em 1994 pela Companhia das Letras. Segundo Fernando Morais, até à publicação do seu trabalho quase não havia material a respeito de Olga Benário no Brasil. Estimou-se em 2005 que a Companhia das Letras vendeu mais de 170 mil exemplares do livro, que foi considerado um sucesso editorial.
Em 1989, a telenovela Kananga do Japão, produzida e exibida pela extinta Rede Manchete de Televisão, retratou o casal Olga Benário e Luís Carlos Prestes com a interpretação de Betina Vianny e Cassiano Ricardo.
Na Alemanha, o cineasta turco Galip İyitanır produziu o documentário Olga Benario - Ein Leben für die Revolution em 2004. No mesmo ano foi realizado um filme brasileiro de ficção baseado na biografia escrita por Fernando Morais, intitulado Olga e dirigido por Jayme Monjardim, com a atriz Camila Morgado no papel de Olga. O ator Caco Ciocler, por sua vez, interpretou o líder brasileiro comunista e ex-tenentista Luís Carlos Prestes. A obra recebeu três prêmios no Grande Prêmio Brasileiro de Cinema de 2005, mas teve recepção negativa das imprensas brasileira e alemã. Na época do lançamento do filme, William Waack, jornalista que pesquisou sobre Olga nos arquivos da antiga União Soviética, criticou a criação do mito em torno dela na mídia, alegando que essa imagem romântica da revolucionária nascera de propaganda do antigo regime comunista da Alemanha Oriental (ou República Democrática Alemã).
Em 1997, Jorge Antunes compôs a ópera Olga, com libreto de Gerson Valle, que estreou no dia 14 de outubro de 2006 no Teatro Municipal de São Paulo. A soprano Martha Herr cantou o papel-título e Luciano Botelho interpretou Luís Carlos Prestes.

## Galeria

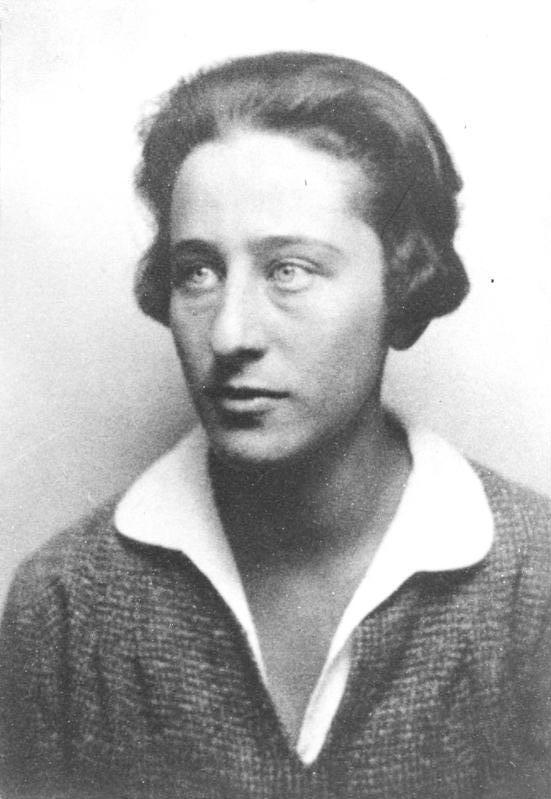
Olga Benário em 1928, ainda na Alemanha.
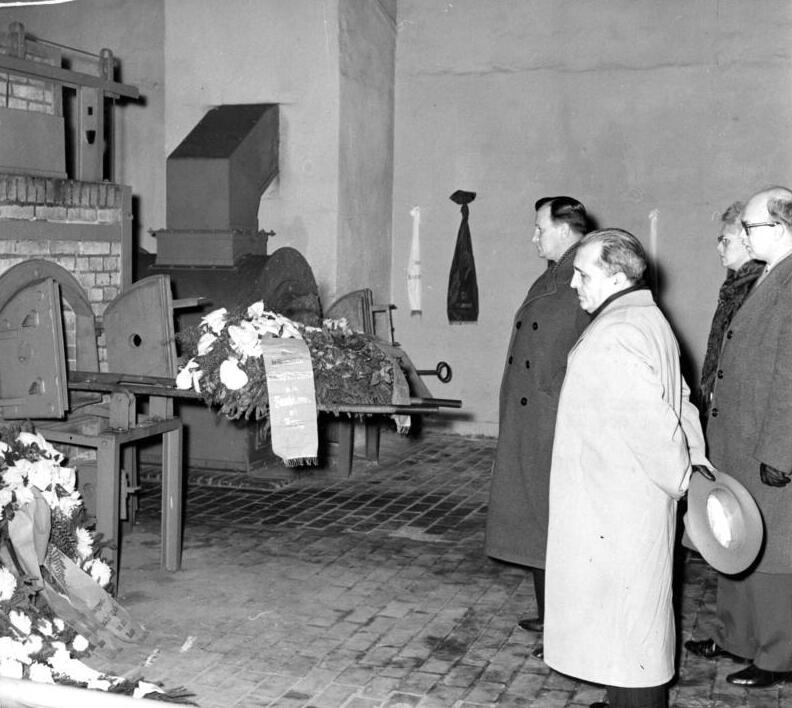
Luís Carlos Prestes visita Ravensbrück, 28 de novembro de 1959.
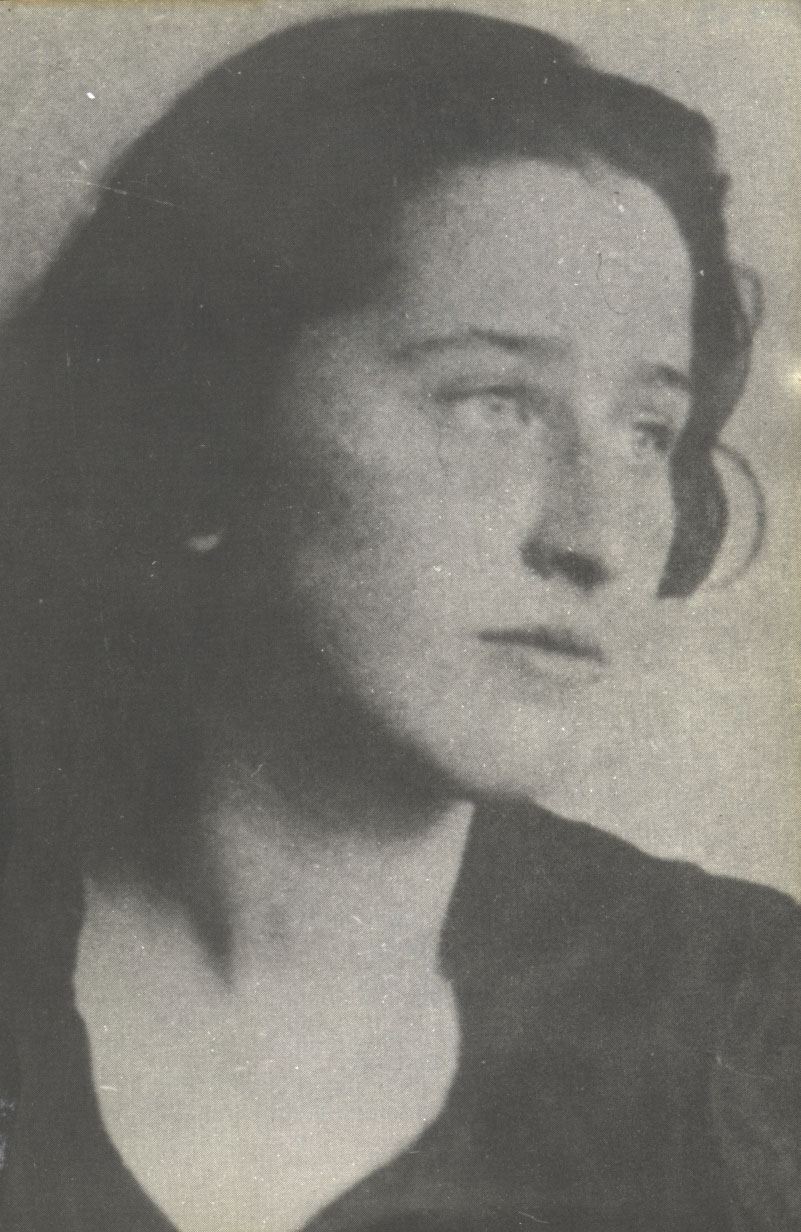
Portrait de Olga Benário.
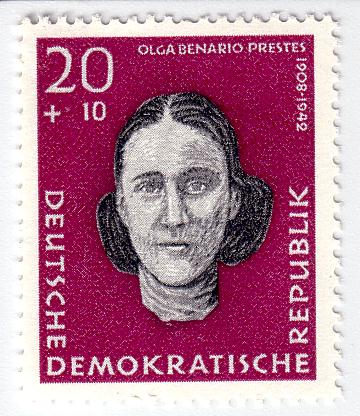
Selo postal da República Democrática Alemã com a efígie de Olga Benário Prestes (1959).
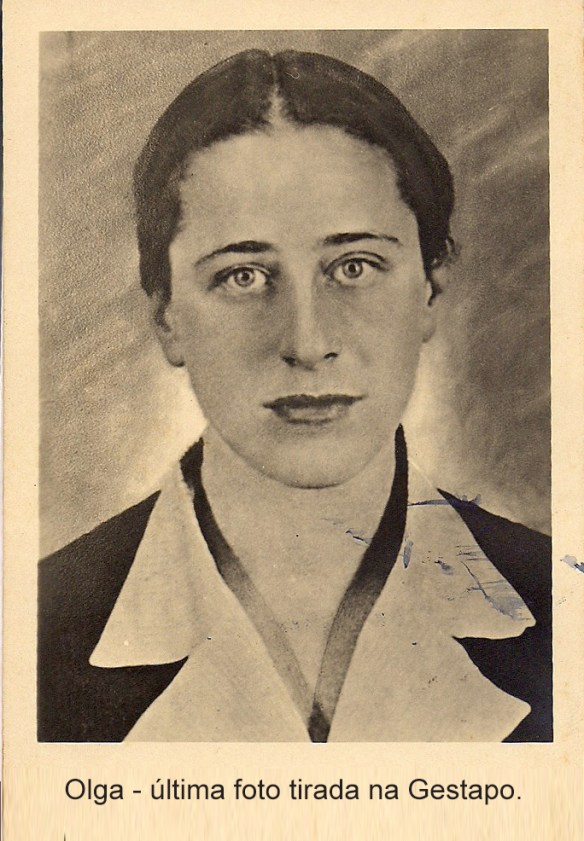
Última foto, Berlim, 1939.
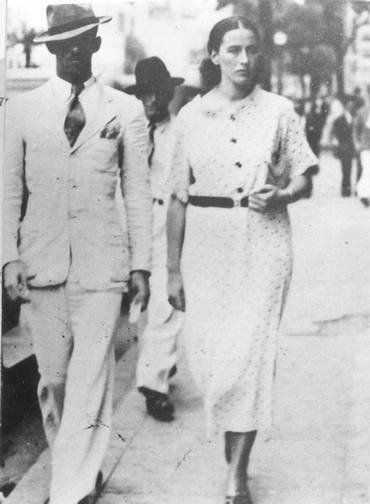
Levada pela polícia em 1936